# وادي الذئاب 6 (مسلسل)
مسلسل وادي الذئاب الجزء السادس هو الموسم السادس من المسلسل الشهير وادي الذئاب تدور الاحداث والصراع فيه إلى نفق جديد من انفاق محاربة الجريمة المنظمة ومحاولات القضاء المستمرة على المافيا التي تتبنى مختلف اشكال الصفقات المشبوهة والممنوعة ابتداء من تجارة المخدرات والعمليات الخاصة بغسيل الاموال وحتى الاتجار بالبشر وتجارة الأسلحة وتهريبها. تتمحور الأحداث حول المجموعة المعروفة بمجلس الذئاب ومماراساتها في حكم عالم الشر بتركيا والإدارة كافة العمليات المخالفة للقانون مستفيدين من شتى الوان التدهور الذي يصيب المجتمع.

## الشخصيات

### الشخصيات السابقة
- مراد علمدار
- ميماتي باش
- غوركان أويغون
- جاهد كايا
- رئيس الوزراء
- عمر جاندان
- نازك جاندان
- عمران افق
- بوساط شاكر (نهاد)
- ليلى تركمان
- بيرسان المحامية
- داود تتر اوغلو
- انجي تتر اغلو
- اررون فيلر
- جوزيف والد رهف
- البير رئيس المخابرات
- شرف زازا اوغلو
- جوهر مرافق زازا
- امدات: ابن اخت شرف زازا
- طويل: مرافق فيلر
- يشار اغا:
- بيري: بنت إبراهيم وزوجة داود وتعمل تحت امرة فيلر
- إبراهيم رجل داود
- حسني يلنكلج

### الشخصيات الجديدة
- كارا الاسود
- ابن كارا الاسود
- كاظم كاشف اوغلو

## أحداث الحلقات
- الحلقة 1-4: يظهر مراد ويحرر رجل لصالح آرون فيلر والذي يعطيه عنوان الأمريكي الذي وصل وهو الذي تبنى رهف والذي نظمه فيلر سابقا بحيث يقوم بعملية تصفية لوالد رهف أو مراد ويفشل بذلك وتبقى رهف عند ليلى وتكون انجي تتر اوغلو حامل من مراد وكارا يظهر مع ابنه الذي يكون بينه وبين كاظم كاشف اوغلو وهو شخص مهم ويكون خبيث ضد مراد. البير رئيس المخابرات يلاحق كارا وكارا يختبى واشرف بيك يكون على اتصال مع رئيس الوزراء.
- الحلقة 5: مراد يداهم مكان ارون فيلر ويقضي عليه وكارا الاسود يقتل البير مدير المخابرات ويظهر كارا أمام الجميع بالتدريج ومراد يحلق لحيته بعد يمينه بحلاقتها بعد قتل فيلر وميماتي يضرب كنان ابن يشار آغا قطرجي.

## وصلات خارجية
- الموقع الرسمي للمسلسل
- القصة الكاملة لمسلسل وادي الذئاب
- الجزء السادس باللغة التركية القناة الرسمية لمسلسل